# Jeruty
Jeruty (deutsch Groß Jerutten) ist ein Dorf in der Gmina Świętajno (Landgemeinde Schwentainen, 1938 bis 1945 Altkirchen) im Powiat Szczycieński (Kreis Ortelsburg) in der polnischen Woiwodschaft Ermland-Masuren.

## Geographische Lage

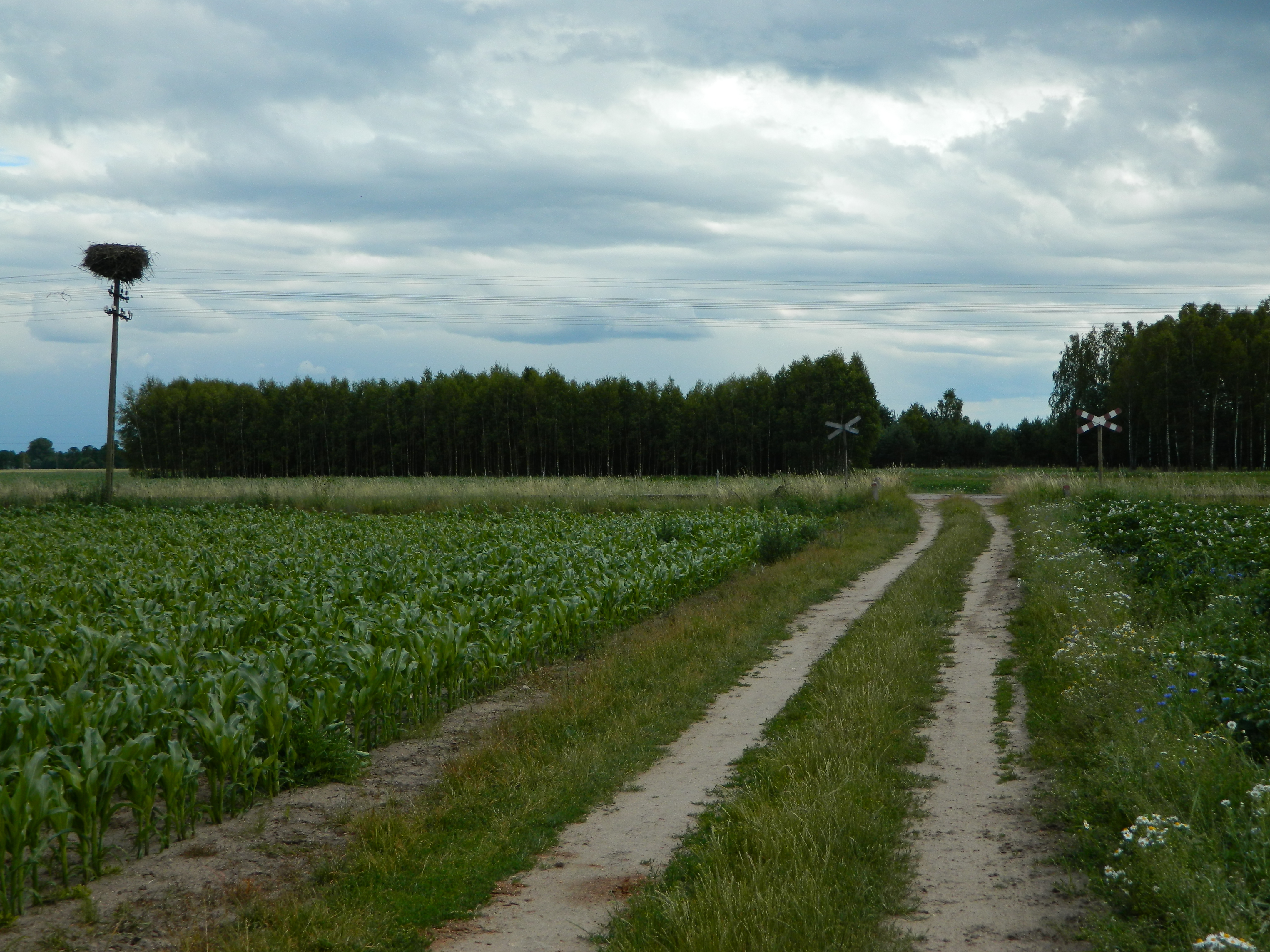
Feldweg bei Jeruty

Das Dorf liegt im masurischen Seengebiet auf dem Baltischen Landrücken. Charakteristisch für die Landschaft in dieser Gegend sind zahlreiche Seen, Sümpfe, Teiche sowie Nadel- und Mischwälder.
Nördlich des Dorfes verläuft die Bahnstrecke Olsztyn–Ełk sowie die Landesstraße 53 (ehemalige deutsche Reichsstraße 134) von Szczytno (Ortelsburg) nach Rozogi (Friedrichshof). Die Entfernung nach Świętajno beträgt acht Kilometer und nach Szczytno zwölf Kilometer.

## Geschichte
Ursprünglich war diese Region von den heidnischen Prußen bewohnt. Seit 1243 gehörte das Gebiet dem Deutschordensstaat. Nach dem Zweiten Frieden von Thorn im Jahr 1466 kam die Region zu Herzogtum Preußen und 1525 wurde die Reformation eingeführt. Mit der Handfeste vom 21. Juni 1706 wurde Jerutten als Schatullendorf im Königreich Preußen gegründet und war Teil der Provinz Ostpreußen. Groß Jerutten gehörte von 1818 bis 1945 dem Landkreis Ortelsburg im Regierungsbezirk Allenstein an.
Im Juli 1874 ist hier der Amtsbezirk Klein Jerutten (polnisch Jerutki) mit der Landgemeinde Groß Jerutten gebildet worden.
Aufgrund der Bestimmungen des Versailler Vertrags stimmte die Bevölkerung im Abstimmungsgebiet Allenstein, zu dem Groß Jerutten gehörte, am 11. Juli 1920 über die weitere staatliche Zugehörigkeit zu Ostpreußen (und damit zu Deutschland) oder den Anschluss an Polen ab. In Groß Jerutten stimmten 413 Einwohner für den Verbleib bei Ostpreußen, auf Polen entfielen keine Stimmen.
Ende Januar 1945 wurde Groß Jerutten von der Roten Armee eingenommen und der sowjetischen Kommandantur unterstellt. Nach Kriegsende kam das Dorf zu Polen und erhielt die polnische Namensform „Jeruty“. Das Dorf ist Sitz eines Schulzenamtes (polnisch Sołectwo) und somit eine Ortschaft innerhalb der Landgemeinde Świętajno (Schwentainen, 1938 bis 1945 Altkirchen), von 1975 bis 1998 der Woiwodschaft Olsztyn, seither der Woiwodschaft Ermland-Masuren zugehörig.

## Kirche
Bis 1945 war Groß Jerutten in die evangelische Kirche Schwentainen, teilweise auch in die Kirche Gawrzialken in der Kirchenprovinz Ostpreußen der Kirche der Altpreußischen Union und in die katholische Pfarrkirche in Ortelsburg (polnisch Szczytno) im Bistum Ermland eingepfarrt.
Heute gehört Jeruty zur evangelischen Pfarrkirche in Szczytno in der Diözese Masuren der Evangelisch-Augsburgischen Kirche in Polen bzw. zur katholischen St.-Adalbert-Kirche in Gawrzyjałki mit der Filialgemeinde Olszyny im Erzbistum Ermland in der Römisch-katholischen Kirche in Polen.

## Verkehr

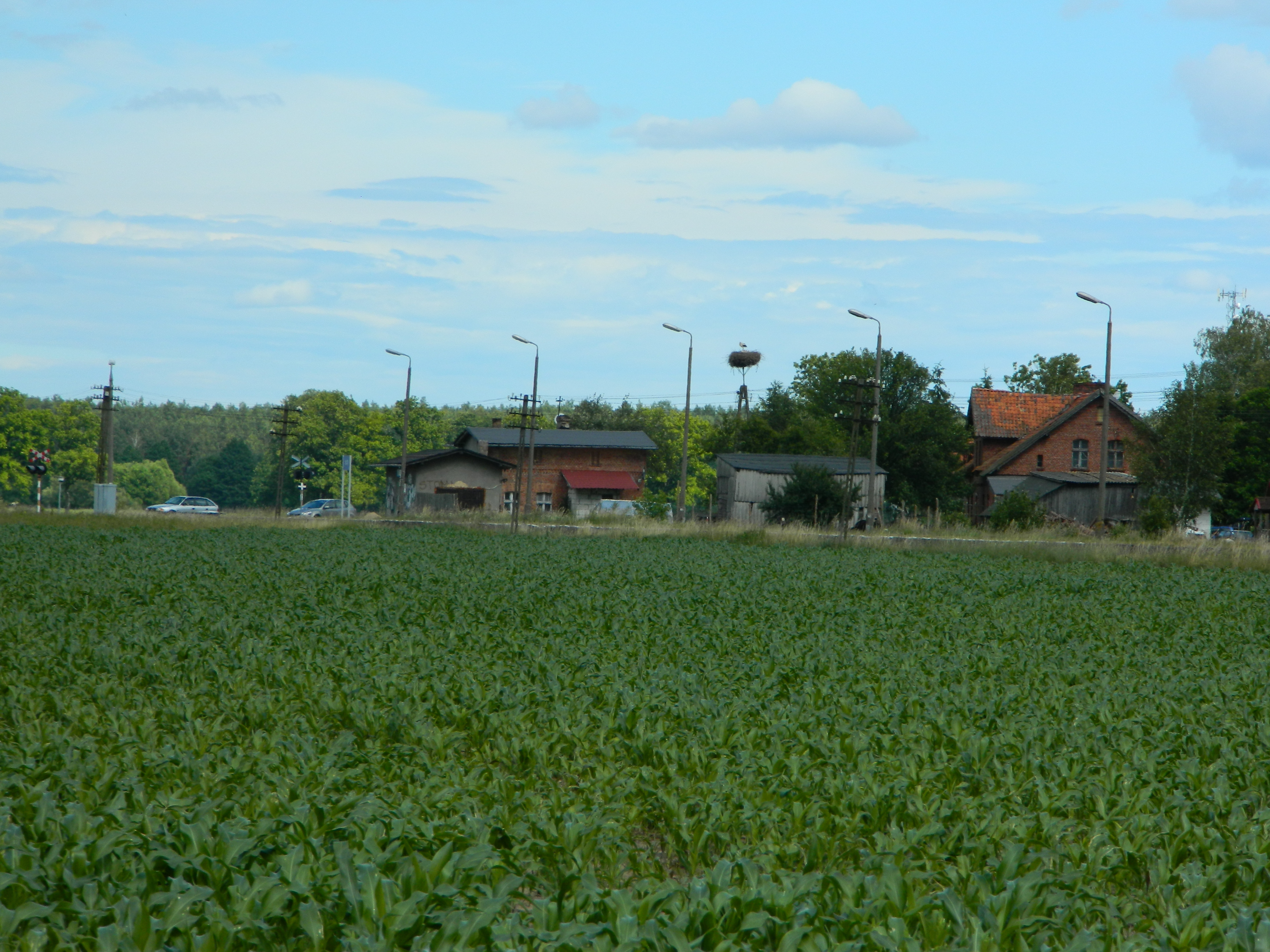
Die Bahnstation Jeruty

### Straße
Jeruty liegt unweit der polnischen Landesstraße 53, die von Olsztyn (Allenstein) über Szczytno (Ortelsburg) bis nach Rozogi (Friedrichshof) und weiter bis Ostrołęka in der Woiwodschaft Masowien führt.

### Schiene
Seit 1913 ist Jeruty Bahnstation. Sie liegt an der Bahnstrecke Olsztyn–Ełk, die sporadisch in vielen Abschnitten gar nicht befahren wurde, seit 2020 aber wohl wieder vollständig in Betrieb geht.

## Persönlichkeiten
- Gustav Großmann (1893–1973), Psychotechniker und Urheber der „Großmann-Methode“